# Tomás Rojas (boxeador)
Tomás Rojas (nacido el 12 de junio de 1980 en Veracruz) es un boxeador profesional Mexicano. Fue campeón mundial de peso Supermosca del CMB. El Gusano ha enfretado a futuros campeones mundiales en sus inicios como Cristian Mijares, Anselmo Moreno, Gerry Penalosa, Jorge Arce, Vic Darchinyan, Kohei Kono en la mayoría siendo derrotado.

## Carrera profesional
Ganó el título mundial interino de peso supermosca del CMB el 18 de julio de 2009 contra Landsman Everardo Morales.

### Título Mundial Supermosca
El 20 de septiembre de 2010, Rojas ganó el título mundial supermosca del CMB contra Kohei Kono en Saitama, Saitama , Japón. El 5 de febrero de 2011, Rojas defendió su título contra el excameón mundial peso mosca de la AMB a Nobuo Nashiro ganando por decisión unánime.
- Datos: Q3128940